# チャヤノップ・ブンプラゴープ
チャヤノップ・ブンプラゴープ(タイ語: ชยนพ บุญประกอบ　英語: Chayanop Boonprakob、1984年8月5日 - )はタイの映画監督。愛称はMoo (หมู)。『Suck Seed』、『May Who? 』、『ギフト』("Love at Sundown"部分)、『フレンドゾーン』の各作品の監督である。 

## 経歴
チャヤノップはタイで生まれた。 1990年から1992年まで米国イリノイ州ノーマルに在住。 2003 年にシーナカリンウィロート大学附属プラサーンミット校中等部を卒業。2007年に、チュラロンコン大学コミュニケーション芸術学部の映画・写真学科で、学士号を取得した。
卒業後、2008年から2010年の間、タイ国際航空の客室乗務員として勤務した 。
チャヤノップは、DDD ショート フィルム コンテスト、Drunk Driving Project 2005 で佳作を受賞し、2005 年にチュラロンコン大学コミュニケーション芸術学部ムービー マニア ショート フィルム コンテストの最優秀写真編集賞を受賞し、2006年にはHappy Song 2006でHappy Not Playing Award も受賞している 。

### 作品
| 年     | 題名           | タイ語名/英名                               | 会社 | 興行収入        |
| ------ | -------------- | ------------------------------------------- | ---- | --------------- |
| 2011年 | SuckSeed       | ซักซี้ด ห่วยขั้นเทพ / SuckSeed                    | GTH  | 7,832万バーツ   |
| 2015年 | May Who?       | เมย์ไหน..ไฟแรงเฟร่อ / May Who?                | GTH  | 7412万バーツ    |
| 2016年 | ギフト         | พรจากฟ้า / A Gift                            | GDH  | 4,300万バーツ   |
| 2019年 | フレンドゾーン | Friend Zone ระวัง..สิ้นสุดทางเพื่อน / FRIEND ZONE | GDH  | 1億3400万バーツ |